# بلاک کردن تبلیغات

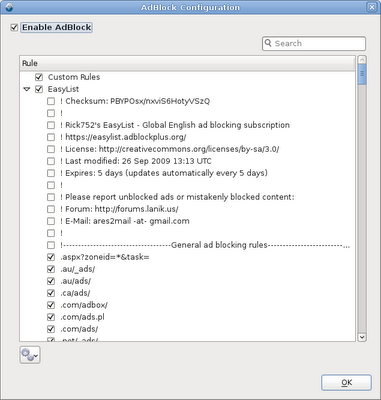
یک مسدود کنندهٔ تلیغات

مسدود کردن تبلیغات یا فیلتر کردن تبلیغات یک قابلیت نرم‌افزاری برای مسدود کردن یا تغییر تبلیغات اینترنتی در یک مرورگر، یک برنامه یا یک شبکه است. این ممکن است با استفاده از افزونه مرورگر یا روش‌های دیگر انجام شود.

## تکنولوژی‌ها و اقدامات متقابل
تبلیغات آنلاین به اشکال مختلفی از جمله بنرهای وب، تصاویر، انیمیشن‌ها، صوتی و تصویری، متن یا پنجره‌های بالاپر خودکار و حتی می‌تواند از پخش خودکار صدا و تصویر استفاده کند. بسیاری از مرورگرها راه‌هایی را برای حذف یا تغییر تبلیغات ارائه می‌کنند: یا با هدف قرار دادن فناوری‌هایی که برای ارائه تبلیغات استفاده می‌شوند (مانند محتوای جاسازی‌شده ارائه‌شده از طریق افزونه‌های مرورگر یا از طریق HTML5)، بلاک کردن نشانی‌های اینترنتی که منبع تبلیغات هستند، یا رفتارهایی که نشان از تبلیغات دارند را هدف قرار می‌دهند، (مانند استفاده از اچ‌تی‌ام‌ال۵ ای که بصورت پلیر خودکار باز می‌شود و هم صدا و هم ویدیو دارد).

## رواج استفاده از مسدود کننده تبلیغات
استفاده از نرم‌افزار مسدودکننده تبلیغات موبایل و دسک‌تاپ که برای حذف تبلیغات سنتی طراحی شده‌اند، ۴۱ درصد در سراسر جهان و ۴۸ درصد در ایالات متحده بین سه‌ماهه دوم ۲۰۱۴ و سه‌ماهه دوم ۲۰۱۵ رشد داشته است. از سه‌ماهه دوم سال ۲۰۱۵، ۴۵ میلیون آمریکایی از مسدود کننده‌های تبلیغاتی استفاده می‌کردند. در یک مطالعه تحقیقاتی نظرسنجی منتشر شده در سه‌ماهه دوم ۲۰۱۶، Met Facts گزارش داد که ۷۲ میلیون آمریکایی، ۱۲٫۸ میلیون بزرگسال در بریتانیا، و ۱۳٫۲ میلیون بزرگسال در فرانسه از مسدود کننده‌های تبلیغات در رایانه‌های شخصی، تلفن‌های هوشمند یا رایانه‌های لوحی خود استفاده می‌کردند. در مارس ۲۰۱۶، دفتر تبلیغات اینترنتی گزارش داد که مسدود کردن تبلیغات در بریتانیا در بین افراد بالای ۱۸ سال در حال حاضر ۲۲ درصد بوده است.
همان‌طور که از سال ۲۰۲۱، ۲۷ درصد از کاربران اینترنت در آمریکا از نرم‌افزارهای مسدود کننده تبلیغات استفاده می‌کنند که این عدد از سال ۲۰۱۴ در حال افزایش است
در میان مخاطبان فنی و علاقمند به تکنولوژی، نرخ مسدودسازی تا سال ۲۰۲۱ به ۵۸٪ رسیده است.

## دلایل مسدود کردن تبلیغات
دلایل اساسی مختلفی وجود دارد که چرا می‌خواهید از مسدود کردن تبلیغات استفاده کنید:
- حفاظت از حریم خصوصی
  - کم کردن تعداد کوکی‌های HTTP، تعداد اثر انگشت مرورگر و سایر تکنیک‌های ردیابی رفتار تهاجمی
- محافظت در برابر تبلیغات نادرست
  - هرگونه اقدام آزاردهنده تبلیغاتی شامل: دانلودهای اجباری، کلیک روی گزینه‌های نامرئی (مانند یک لینک معمولی که در بخش سفیدی از یک وب سایت قرار داده شده)، باز کردن برگه جدید در مرورگر، پنجره‌های بازشو و تغییر مسیرهای خودکار.[۶][۷]
- صرفه جویی در پهنای باند (و در نتیجه، هزینه اینترنت)
  - در اکثر وب سایت‌ها، ردیابی کاربر و کد تبلیغاتی به تنهایی اکثر محتوای قابل دانلود و حجیم را تشکیل می‌دهد، بنابراین مسدود سازی این موارد به‌طور قابل توجهی مقدار داده‌های دانلود شده توسط کاربر را افزایش می‌دهد ("نفخ وب")[۸][۹]
- تجربه کاربری بهتر
  - برخی از تبلیغات متن را پوشش می‌دهند و آن را تا حدی ناخوانا می‌کنند و سایت را غیرقابل استفاده می‌کنند
  - صفحات شلوغ
  - بارگذاری سریعتر صفحات
  - حواس‌پرتی کمتر
- دسترسی پذیری راحت تر
  - حرکت در برخی از تبلیغات برای برخی از کاربران تهوع‌آور است
- صرفه جویی در باتری دستگاه‌های تلفن همراه یا لپ تاپ
- جلوگیری از کسب درآمد سایت‌ها از کاربران

### امنیت
یکی دیگر از جنبه‌های مهم بهبود امنیت است. تبلیغات آنلاین نسبت به پورنوگرافی کاربران را در معرض خطر بیشتری برای آلوده کردن دستگاه‌های خود به ویروس‌های رایانه‌ای قرار می‌دهند. در یک مورد پرمخاطب، ویروس از طریق تبلیغات ارائه شده در یوتیوب توسط ارائه دهنده دابل کلیک گوگل به کاربران عرضه شد. در آگوست ۲۰۱۵، یک سوء استفاده ۰ روزه در مرورگر فایرفاکس در یک تبلیغ در وب سایت کشف شد. زمانی که Forbes از کاربران خواست که برنامه مسدود کننده تبلیغات را قبل از مشاهده وب‌سایت غیرفعال کنند، این کاربران بلافاصله با بدافزارهایی که در پاپ آپ قرار داشتند روبرو شدند. اداره سیگنال‌های استرالیا به افرادها و سازمان به‌طور رسمی پیشنهاد می‌کند که به منظور بهبود امنیت اطلاعات خود کاهش بالقوه روبرویی با بدافزارها از برنامه‌های مسدود کننده تبلیغات استفاده کنند. شرکت امنیت اطلاعات وبروت همچنین خاطرنشان می‌کند که استفاده از مسدودکننده‌های تبلیغاتی، اقدامات مؤثری را در برابر کمپین‌های خطرناک برای کاربران مبتدی اینترنت فراهم می‌کند.

### افزونه‌ها و یکپارچه سازی مرورگرها
از سال ۲۰۱۵، بسیاری از مرورگرهای وب ، تبلیغات پاپ آپ ناخواسته را به‌طور خودکار مسدود می‌کنند. نسخه‌های فعلی کانکرور، مایکروسافت اج، و فایرفاکس شامل فیلترینگ تبلیغات خارج از پاپ آب نیز هستند. فیلتر محتوا را می‌توان به مرورگرهای فایرفاکس، کرومیوم، اپرا، سافاری و سایر افزونه‌های مرورگر مانندAdBlock، ادبلاک پلاس و uBlock Origin اضافه کرد که باعث می‌شود منابع انتشار دهنده تبلیغات را هر روز بروزرسانی کنند. ادبلاک پلاس به‌طور پیش فرض در مرورگر رایگان مکستون از جمهوری چین گنجانده شده است. روش دیگری برای فیلتر کردن تبلیغات استفاده از کد سی‌اس‌اس برای پنهان کردن عناصر خاص اچ‌تی‌ام‌ال و اکس‌اچ‌تی‌ام‌ال است..
در ژانویه ۲۰۱۶، بریو، یک مرورگر رایگان و مسدودکننده تبلیغات برای دستگاه‌های مک، رایانه شخصی، اندروید و iOS راه اندازی شد. کاربران بریو می‌توانند به صورت اختیاری شبکه تبلیغاتی خود Brave را برای بدست آوردن توکن‌های (BAT) فعال کنند، این توکن‌ها نوعی ارز دیجیتال است که به ناشرهای تبلیغات پرداخت می‌شود تا آنها متضرر نشوند و کاربران نیز از اینترنتی بدون تبلیغات استفاده کنند.
در ابتدای سال ۲۰۱۸، گوگل تأیید کرد که مسدودکننده تبلیغات داخلی برای مرورگرهای کروم / کرومیوم در تاریخ ۱۵ فوریه فعال می‌شود: این مسدودکننده آگهی فقط آگهی‌های خاصی را که توسط Better Ads Standard مشخص شده است مسدود می‌کند. (گوگل خود عضو هیئت مدیره ائتلاف Better Ads است). این مکانیسم داخلی مسدود کردن تبلیغات آزار دهنده است و احتمالاً می‌تواند به شکل غیرمنصفانه ای برای تبلیغات خود گوگل مفید باشد.
در سال ۲۰۱۹، هم اپل و هم گوگل شروع به ایجاد تغییراتی در سیستم‌های افزودنی مرورگرهای وب خود کردند که استفاده از مسدود کننده محتوا را با استفاده از فیلترهای مرورگر به جای فیلترهای افزونه عمل می‌کند. هر دو شرکت محدودیت‌هایی را برای تعداد ورودی‌های فیلتری که ممکن است در لیست بلاک شده‌ها گنجانده شوند اعمال کرده‌اند، این کارها منجر به ادعاهایی (به ویژه در مورد کروم) مبنی بر اینکه این تغییرات برای جلوگیری از اثربخشی مسدود کننده‌های تبلیغاتی شده است.